# Jindřich Liebold
Jindřich Liebold (6. října 1921 Brno – 5. ledna 1941 East Wretham) český letecký mechanik 311. československé bombardovací perutě a oběť druhé světové války.

## Život

### Před druhou světovou válkou
Jindřich Liebold se narodil 6. října 1921 v Brně v rodině zámečníka Rudolfa Liebolda a Hedviky, rozené Popelové. Vyučil se mechanikem.

### Druhá světová válka
Po německé okupaci v březnu 1939 opustil Jindřich Liebold ilegálně Protektorát Čechy a Morava a přes Slovensko, Maďarsko, Jugoslávii, Řecko, Turecko, Bejrút a Marseille se dostal do Agde, kde 27. dubna 1940 vstoupil do zde vznikající československé zahraniční jednotky. Zařazen byl k rotě doprovodných zbraní. Po pádu Francie v červnu 1940 se evakuoval do Spojeného království, kde vstoupil do Royal Air Force. Díky své profesi byl po zaškolení zařazen ke 311. československé bombardovací peruti jako letecký mechanik. Dne 5. ledna 1941 zahynul při bombardování základny perutě v East Wrethamu, kdy byl smrtelně raněn střepinou. Pohřben byl na hřbitově u kostela Všech svatých v Honingtonu.

## Posmrtná ocenění
- Jindřich Liebold byl v roce 1991 in memoriam povýšen do hodnosti kapitána